# Simerom
Simerom Sibiu este o companie producătoare de utilaje și mașini-unelte pentru prelucrarea metalului din România.
Compania a fost deținută de Agenția de Dezvolare Sibiu, care a cumpărat în aprilie 2009 pachetul de 90,70% din acțiuni de la președintele societății Ioan Baltag.
Cifra de afaceri în 2006: 7,6 milioane lei (2,3 milioane euro)